# Yvonne Perrin
 (janvier 2023).
Yvonne Perrin, née à Zurich le 11 septembre 1941, est une chanteuse soprano vaudoise.

## Biographie
Yvonne Perrin est l'élève de la classe de chant de Roger Girard au Conservatoire de Lausanne. De 1958 à 1965, elle suit par la suite l'enseignement de Juliette Bise au Conservatoire de Fribourg, où elle obtient sa virtuosité en 1968. Elle suit également des cours de chant à Francfort ainsi qu'à l'International Summer Academy de Salzbourg.
Yvonne Perrin n'attend pas la fin de ses études pour se produire en concert. Dès 1963 et jusqu'en 1971, elle est, en effet, soliste au sein de l'Ensemble vocal de Lausanne, sous la direction de Michel Corboz. Cette activité lui vaut de se produire dans plusieurs grands festivals européens de musique chorale comme Besançon, Bologne, Lyon ou Paris. Elle compte également une tournée internationale qui la voit donner une série de concerts en Afrique du Sud. Elle est une interprète privilégiée de l’œuvre de Jean Sébastien Bach.
Avec le temps, Yvonne Perrin espace ses activités de soliste pour se consacrer à sa famille. Elle continue cependant à enregistrer, jusque dans les années 1980, essentiellement pour le label Erato. On retrouve ainsi sa voix dans la Messe en si mineur et dans le Magnificat de Bach, dans les Sacrae Symphoniae de Gabrieli, dans le De profundis de Delalande, dans l'Orfeo et un madrigal de Monteverdi. Elle enregistre également pour le label VDE-Gallo, les œuvres vocales de Jean Binet, Gustave Doret, Charles Faller et Bernard Reichel. Yvonne Perrin vit actuellement à Lausanne.

## Sources
- « Yvonne Perrin », sur la base de données des personnalités vaudoises sur la plateforme « Patrinum » de la Bibliothèque cantonale et universitaire de Lausanne.
- Creux, Georges, "Ensemble vocal de solistes romands: originalité à Romainmôtier", 24 Heures, 1980/10/14
- "Une idée originale: le jury des mélomanes. un prix du grand public pour un jeune musicien suisse.", Le Matin dimanche, 1970/04/05, p. 33.